# هارولد ديكنسون
هارولد ديكنسون (بالإنجليزية: Harold Dickinson)‏ (26 نوفمبر 1911 في المملكة المتحدة - 2 يونيو 1997 في المملكة المتحدة) هو لاعب كريكت بريطاني. لعب مع نادي مقاطعة غلاموركن للكريكت ‏.